# Mesostoma mutabile
Mesostoma mutabile is een platworm (Platyhelminthes). De worm is tweeslachtig. De soort leeft in of nabij zoet water.
Het geslacht Mesostoma, waarin de platworm wordt geplaatst, wordt tot de familie Typhloplanidae gerekend. De wetenschappelijke naam van de soort werd voor het eerst geldig gepubliceerd in 1902 door Bohmig.